# 秦松 (北魏)
秦松，北魏宦官。
魏孝文帝太和末年，为中尹，转任长秋卿，赐爵高都子。有罪免职。魏宣武帝复其爵，起用为光禄大夫，领中常侍。升任为平北将军，领长秋卿。出为散骑常侍、安北将军、并州刺史。去世后，赠大将军、肆州刺史，谥号定。